# Matvej Zacharov

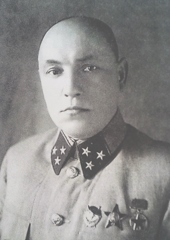
Zacharov in 1940

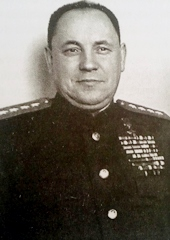
Zacharov in 1945

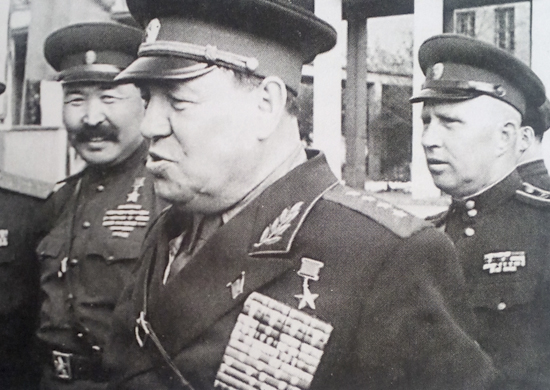
Zacharov in Duitsland in 1958 als opperbevelhebber van de Groep van Sovjetstrijdkrachten in Duitsland

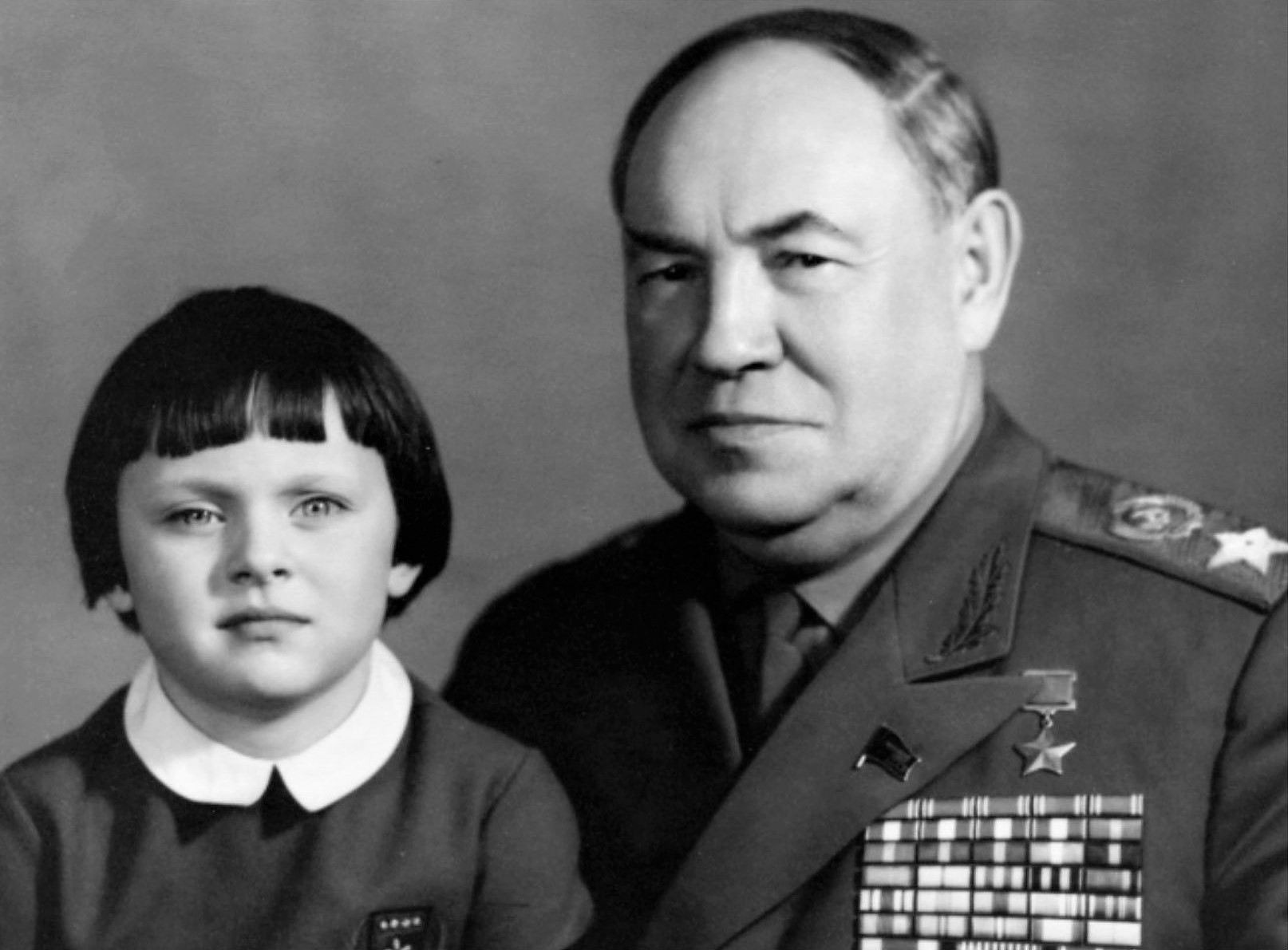
Zacharov met zijn kleindochter Masja in 1968

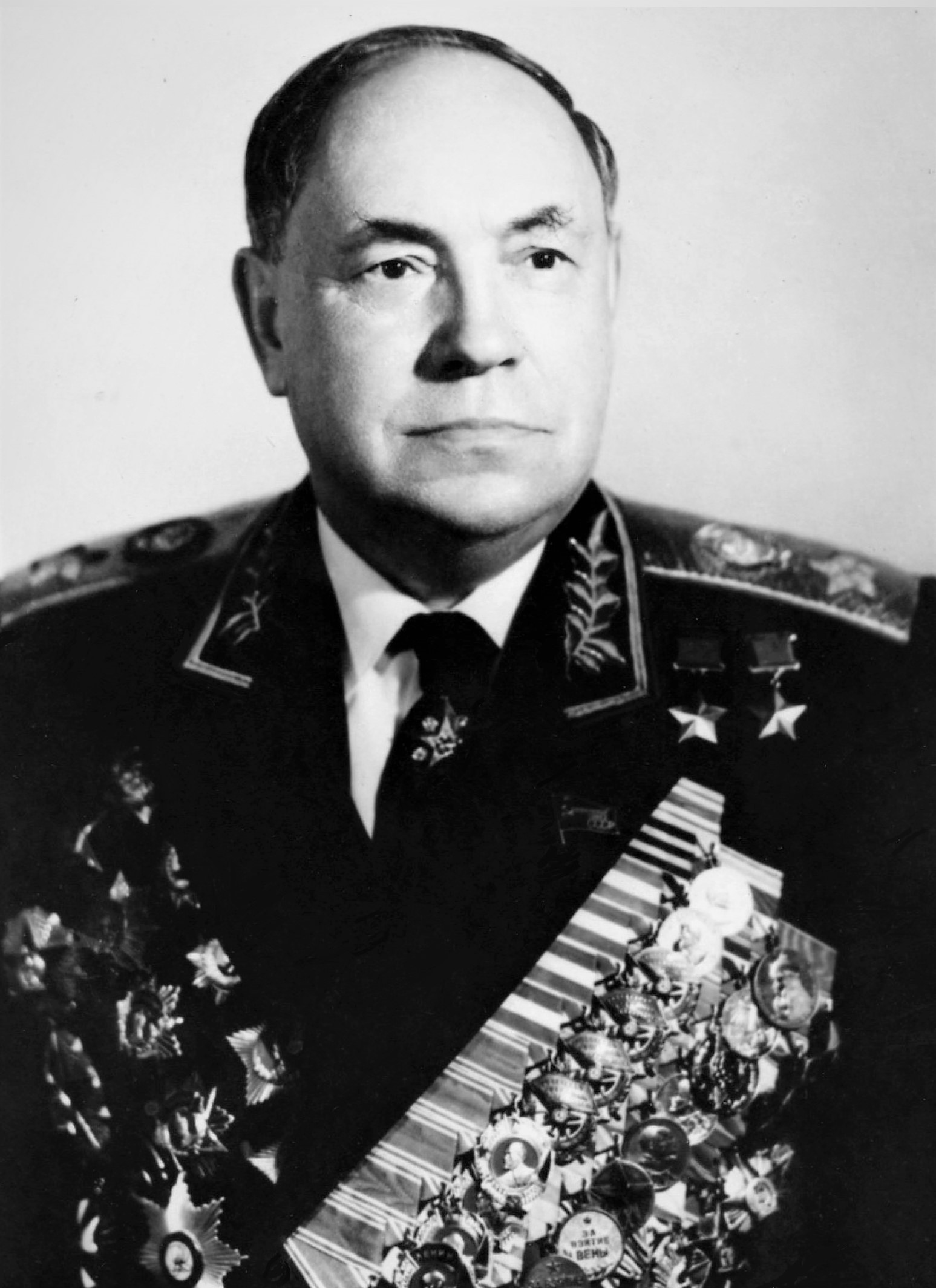
Zacharov in 1971

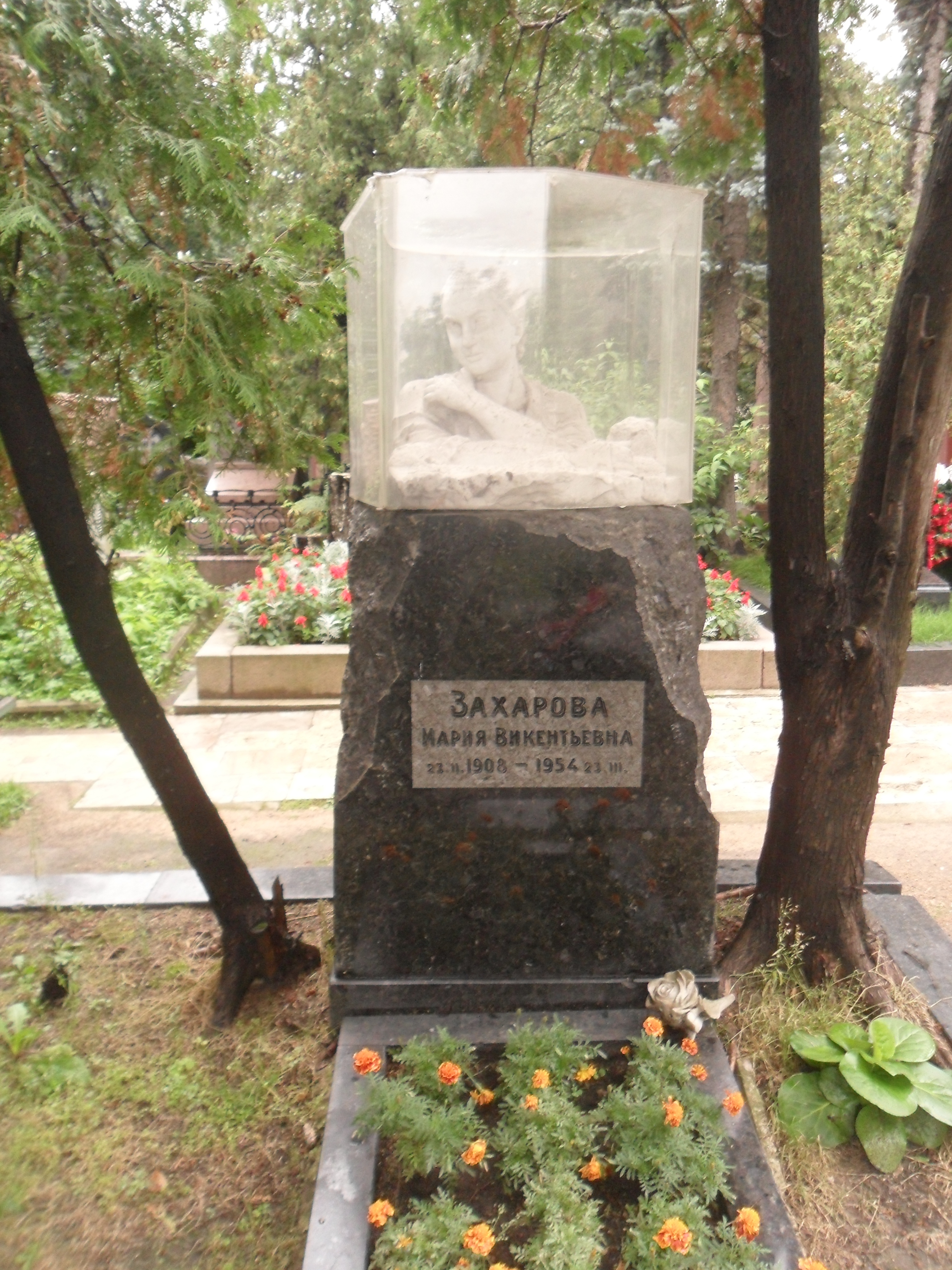
Het graf van zijn eerste vrouw op de Novodevitsjibegraafplaats in Moskou

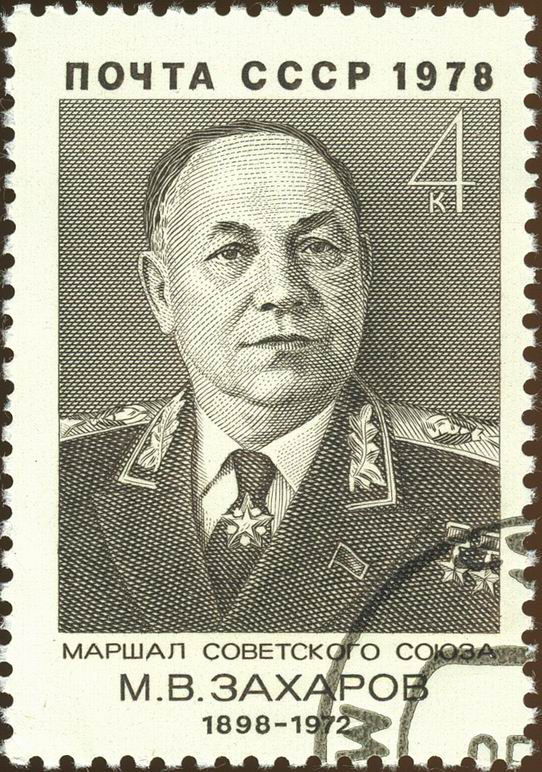
Postzegel van de Sovjet-Unie uit 1978

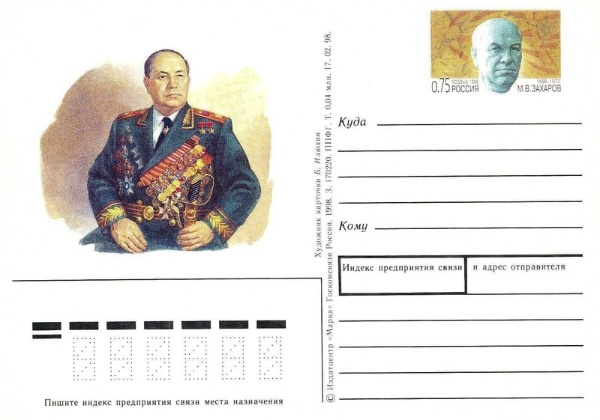
Russische postkaart uit 1998

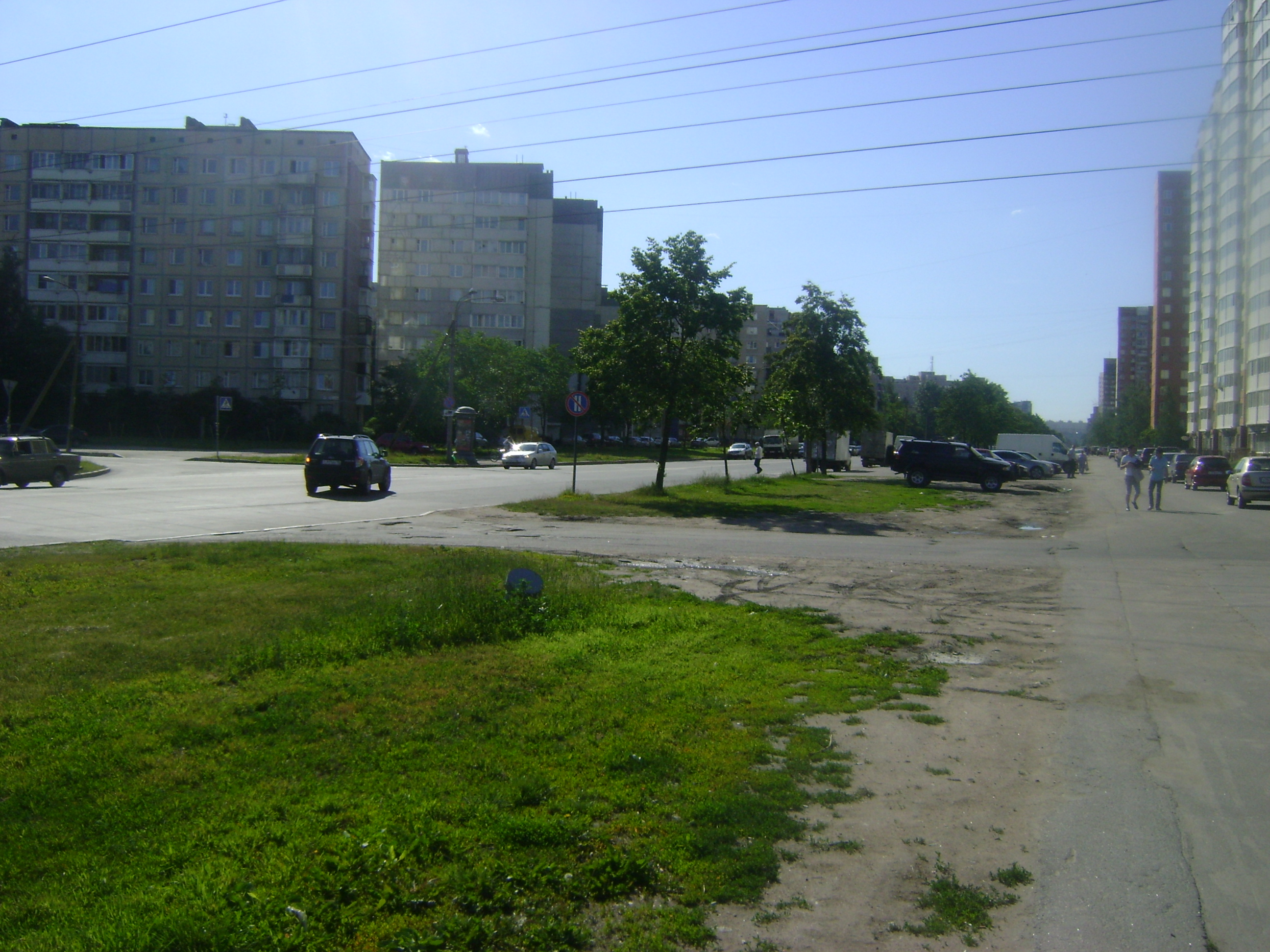
De Maarschalk Zacharovstraat in Sint-Petersburg

Matvej Vasiljevitsj Zacharov (Russisch: Матвей Васильевич Захаров) (Vojlovo bij Staritsa, 17 augustus 1898 – Moskou, 31 januari 1972) was een maarschalk van de Sovjet-Unie en held van de Sovjet-Unie die vocht in de Tweede Wereldoorlog.

## Oktoberrevolutie
Zijn ouders waren boeren. In 1904 verhuisde het gezin naar Petrograd, waar de vader als timmerman ging werken. In 1913 studeerde hij af aan zijn school in Kalinin en ging hij als monteur werken in een fabriek in Petrograd. In 1916 ging hij bij de bolsjewieken. In 1917 werkte hij bij Siemens & Halske en ging hij bij de Rode Garde van Petrograd. Hij bestormde tijdens de Oktoberrevolutie op 6 en 7 november 1917 mee het Winterpaleis.
Bij Poelkovo sloeg hij mee de contrarevolutionaire opstand van Aleksandr Kerenski en Pjotr Krasnov neer. In december 1917 werd hij lid van de Russische Sociaaldemocratische Arbeiderspartij.

## Russische Burgeroorlog
Zacharov ging bij het nieuw gevormde Rode Leger van de Sovjet-Unie en studeerde in 1918 af aan de voor de tweede keer georganiseerde artilleriecursus van Petrograd. Hij kreeg dan het bevel over een batterij artillerie van het 10e Leger bij Tsaritsyn. Hij vocht in de Russische Burgeroorlog als commandant van een batterij onder Kliment Vorosjilov tegen de Witten: de troepen van generaal Anton Denikin en de witte kozakken in de Noordelijke Kaukasus en bij Stavropol. 
Vanaf maart 1919 was hij commandant van een bataljon artillerie. Vanaf juli 1919 was hij stafchef van de artillerie van de 39e divisie fuseliers van het 10e leger. Vanaf september 1919 was hij chef artilleriebevoorrading van de 48e en 50e divisie fuseliers. Vanaf september 1920 was hij assistent-stafchef van de 101e brigade fuseliers voor de operationele eenheid van de 34e divisie fuseliers. Hij nam mee Tsaritsyn in. Hij vocht aan de zuidoostelijke en Kaukasische fronten. In juni 1919 raakte hij gewond. In de zomer van 1919 volgde hij een korte opleiding aan de Hogere school voor de staf. In 1920-1921 vocht hij in de Noordelijke Kaukasus. Hij vocht rond de Zwarte Zee samen met Jozef Stalin, Semjon Boedjonny en Kliment Vorosjilov.

## Interbellum
Sinds november 1921 was hij adjudant van de commandant van de 82e brigade infanterie van de 28e divisie infanterie. Hij diende in de 28e divisie infanterie als adjudant van de commandant van de 82e brigade infanterie, commandant van een opleidingsbatterijpeloton, assistent-stafchef voor het operationele deel van het 83e en 74e regiment infanterie. In 1924 voltooide hij de cursus van Charkiv voor commandanten. Vanaf november 1924 was hij senior assistent voor het operationele deel van de stafchef van de 25 divisie infanterie. In juni 1928 - november 1932 werkte hij op het hoofdkwartier in het Militair district Wit-Rusland als assistent-chef en hoofd van de organisatie- en mobilisatieafdeling van de bevoorradingsafdeling van het districtshoofdkwartier. Van juli 1933 tot februari 1936 was hij hoofd van de operationele afdeling van het hoofdkwartier van het Militair district Wit-Rusland.
In 1928 studeerde hij af in logistiek aan de Froenzeacademie en in 1933 aan de operationele afdeling en leerde er Rodion Malinovski kennen. Hij was dan stafchef van het militair district Wit-Rusland onder Aleksandr Jegorov en Jeronim Oeborevitsj. Hij werd dan commandant van een regiment van de 8e divisie fuseliers.
In februari - oktober 1936 voerde hij het bevel over het 22e infanterieregiment van de 8e infanteriedivisie van het Militair district Wit-Rusland. Hij studeerde in 1937 af aan de Academie van de generale staf van het Rode Leger, in de "maarschalkcursus" waar vier toekomstige maarschalken van de Sovjet-Unie, zes legergeneraals, acht kolonel-generaals en een admiraal studeerden. Toen hij in juli 1937 afgestudeerd was, werd hij stafchef van het Militair district Leningrad bij Boris Sjaposjnikov. In 1938 was hij eerst plaatsvervangend stafchef van het Militair district Odessa en vanaf mei 1940 stafchef. 

## Tweede Wereldoorlog
Van 22 juni tot 28 juni 1941 was hij stafchef van het 9e Leger. Hij stelde een opmerkelijke en voor die tijd riskante daad: nadat hij uit de beschikbare gegevens de conclusie had getrokken over het gevaar van een Duitse aanval op de Sovjet-Unie, beval hij laat in de avond van 21 juni 1941 om de troepen van zijn district in verhoogde staat van paraatheid te brengen, om grensversterkingen te bezetten en troepen terug te trekken uit plaatsen van permanente inzet en om alle vliegtuigen naar andere vliegvelden te verplaatsen. Het begin van de oorlog bevestigde de juistheid van dit bevel: de troepen van zijn district vermeden een nederlaag en gingen op een georganiseerde manier de strijd aan. Toen Duitse vliegtuigen het permanente vliegveld van zijn regiment bombardeerden op de ochtend van 22 juni, vernietigden ze maar één vliegtuig, dat de dag ervoor niet naar een ander vliegveld kon vliegen door een panne. De Luftwaffe kon enkel toeslaan op de vliegvelden in Bendery en Grosoelovo, waar de vliegtuigen niet konden opstijgen omdat regen de startbaan overstroomd had.
Van 10 juli tot 4 augustus 1941 was hij stafchef van het opperbevel van het Noordwestelijk Front. Sinds augustus 1941 was hij plaatsvervangend hoofd van de hoofddirectie logistiek van het Rode Leger. Tot het einde van de oorlog diende hij vanaf december 1942 als stafchef van het Kalininfront, vanaf april 1943 van het Reservefront, vanaf juni 1943 van het Steppefront en van oktober 1943 tot mei 1945 van het 2e Oekraïense Front. Hij boekte onder commandant Ivan Konev en nadien Rodion Malinovski successen in 20 grote operaties als bij Belgorod-Charkiv, Kirovograd, Korsoen-Sjevtsjenko, Oemansk-Botosjanska, Iasi-Chisinau, Debrecen, Boedapest, de Slag om Wenen en het Praagoffensief.

## Oorlog tegen Japan
Toen Duitsland verslagen was, werd Zacharov in juli 1945 naar het oosten gestuurd als stafchef van het  Transbaikal Front waar hij de Operatie Augustusstorm plande voor Aleksandr Vasilevski. Jozef Stalin stelde voor om Zacharov te benoemen tot stafchef van het opperbevel van de Sovjettroepen in het Verre Oosten, maar hij weigerde zelf en vroeg om hem aan te laten blijven als stafchef van het Transbaikalfront. Tijdens de Sovjet-Japanse oorlog in augustus 1945 voerde het front met succes de offensieve operatie Chingan-Moekden uit en bereikte in korte tijd de diepe achterkant van het Japanse Kanto-leger met grote mobiele eenheden.

## Koude oorlog
In september 1945 na de dood van Boris Sjaposjnikov werd Zacharov commandant van de academie van de generale staf, plaatsvervangend hoofd van Stavka, inspecteur van het leger en commandant van het Militair district Leningrad. Vanaf oktober 1945 was Zacharov het hoofd van en professor aan de Hogere Militaire Academie. Van 1947 tot 1952 was hij plaatsvervanger op het 2e congres van de Opperste Sovjet van de Russische Federatie. Vanaf januari 1949 was hij plaatsvervangend chef van de militaire inlichtingendienst GROe. Vanaf juli 1952 was hij hoofdinspecteur van het Sovjetleger. Vanaf mei 1953 was hij commandant van het Militair district Leningrad. Van 1954 tot 1972 was hij plaatsvervanger op het 4e en 7e congres van de Opperste Sovjet van de Unie van Socialistische Sovjetrepublieken. In november 1957 werd hij opperbevelhebber van de Groep van Sovjetstrijdkrachten in Duitsland. 
In januari 1960 kondigde secretaris-generaal van de Communistische Partij van de Sovjet-Unie Nikita Chroesjtsjov aan dat in twee jaar 1.200.000 man, waaronder 250.000 officieren gedemobiliseerd zouden worden. De Opperste Sovjet keurde dit op 14 januari goed. Rodion Malinovski en Zacharov steunden dit en alle anderen zwegen. In april 1960 verving Zacharov de in ongenade gevallen Vasili Sokolovski als hoofd van Stavka. In 1961 werd hij lid van het Centraal Comité van de Communistische Partij van de Sovjet-Unie. In maart 1963 onthief Chroesjtsjov hem uit zijn functies en maakte hem opnieuw hoofd van de Militaire Academie van de Generale Staf zoals 18 jaar tevoren, omdat hij sliep in vergaderingen.
In november 1964, toen Leonid Brezjnev de macht van Chroesjtsjov had overgenomen en Sergej Birjoezov in een vliegtuigongeluk was omgekomen werd Zacharov opnieuw hoofd van Stavka. In 1967 overlegde hij in Egypte met Gamal Abdel Nasser om het Egyptische leger herop te bouwen na de nederlaag tegen Israël in de Zesdaagse Oorlog. In 1970 bezocht hij met een Sovjet militaire delegatie Noord-Korea. Vanaf september 1971 ging hij met pensioen met de eretitel inspecteur-generaal van de groep van inspecteurs-generaal van het Ministerie van Defensie van de Sovjet-Unie. Hij leed aan diabetes en kanker. Hij overleed op 31 januari 1972. De urn met zijn as is bijgezet in de Kremlinmuur-necropolis op het Rode Plein in Moskou.

## Militaire graden
- Kolonel 2 december 1935
- Brigadecommandant 16 juli 1937
- Divisiecommandant 22 februari 1938
- Komkor 2 september 1939
- Generaal-majoor 4 juni 1940
- Luitenant-generaal 30 mei 1942
- Kolonel-generaal 20 oktober 1943
- Legergeneraal 29 mei 1945
- Maarschalk van de Sovjet-Unie 5 augustus 1959

## Onderscheidingen

### Sovjet-Unie
- 2 x Held van de Sovjet-Unie 8 september 1945 en 22 september 1971
- 5 x Leninorde 21 februari 1945, 8 september 1945, 21 juni 1957, 2 februari 1958 en 22 februari 1968
- Orde van de Oktoberrevolutie 16 augustus 1968
- 4 x Orde van de Rode Banier 22 februari 1938, 31 december 1942, 3 november 1944 en 6 november 1947
- 2 x Orde van Soevorov, 1e klasse 13 september 1944 en 28 april 1945
- 2 x Orde van Koetoezov, 1e klasse 27 augustus 1943 en 22 februari 1944
- Orde van Bogdan Chmelnitski 1e klasse 17 mei 1944
- Orde van de Rode Ster 31 december 1939
- Jubileummedaille voor XX Jaar Rode Leger van Arbeiders en Boeren

### Tsjecho-Slowakije
- Gouden Ster van een Held van de CSSR 28 april 1970
- Orde van Klement Gottwald
- Orde van de Witte Leeuw
- Orde van de Vrijheid
- Tsjechoslowaaks Militair Kruis (1939)
- Medaille "Voor het versterken van de wapenbroederschap"
- Herinneringsmedaille Slag bij de Duklapas
- Medaille voor de 25e verjaardag van de Slowaakse Nationale Opstand

### Mongolië
- Orde van Suha Bator
- Medaille voor de Victorie over Japan
- Medaille voor de 30e verjaardag van de overwinning in de Slag bij Halhin Gol
- Medaille voor 50 jaar Mongoolse Volksleger

### Roemenië
- Orde van de Ster van de Socialistische Republiek Roemenië
- Orde "Bescherming van het Vaderland"
- Orde van Michaël de Dappere
- Medaille "Voor de bevrijding van het fascisme"

### Hongarije
- Orde van de Hongaarse Republiek
- Orde van Verdienste van de Hongaarse Volksrepubliek
- Orde van de Hongaarse Vrijheid

### Joegoslavië
- Partizanenster
- Orde van Nationale Verdienste

### Bulgarije
- Orde van de Volksrepubliek Bulgarije
- Medaille "20 jaar Bulgaars Volksleger"

### Polen
- Orde Polonia Restituta

### Noord-Korea
- Orde van de Nationale Vlag

### China
- 2 x Medaille "Sino-Sovjet Vriendschap" (China)

## Oordeel van tijdgenoten
A. Kovtoen-Stankevitsj schreef: 

Ik was gewoon bang voor M. V. Zacharov, hoewel ik hem beter kende. Voor mij was Zacharov een formidabele baas, die men beter niet zag. Maar tegelijkertijd zou ik zijn rechtvaardigheid willen opmerken. Dat wist ik uit mijn vorige werk als chef van de operationele afdeling van de landmacht. Hij heeft nooit iemand zonder reden beledigd of gestraft, hoewel hij soms onbeleefd was.

M. A. Milsjtein schreef:

Zacharov was een scherpe, veeleisende leider die niet bepaald woorden wikte bij het 'werken' met personeel, en op het eerste gezicht niet de indruk wekte van een intelligent en hoogopgeleid persoon. Maar in feite was hij een verbazingwekkend erudiete en goed opgeleide militaire leider. Bovendien had hij een unieke natuurlijke gave, zelfs een talent - snellezen. Zacharov bestudeerde zorgvuldig alle militair theoretische tijdschriften, boeken, collecties over militaire onderwerpen. Zijn bureau was altijd bezaaid met literatuur, de generaal volgde alle nieuwigheden van het militaire denken.

Georgi Zjoekov schreef:

Ik kende Matvej Vasiljevitsj Zacharov uit het militair district Wit-Rusland, waar hij het hoofd was van de operationele afdeling van het hoofdkwartier. Iets later voerde M. V. Zacharov met succes het bevel over een regiment fuseliers in Bobroejsk. Matvej Vasiljevitsj, die het hoofdkwartier van het 2e Oekraïense Front leidde, was een goede steun voor de frontcommandant I. S. Konev.

Jakov Tsjerevitsjenko schreef:

Nadat ik de situatie in het kort had uitgelegd en de inhoud van het gesprek met de volkscommissaris had overgebracht, beval ik Zacharov om alle grenstroepen en de troepen van het district paraat te zetten om volgens het plan verdedigingslinies in te nemen en klaar te staan om op de vijand te vuren. M. V. Zacharov toonde uitzonderlijke efficiëntie en initiatief. Zelfs vóór mijn bevel, nadat hij van het bericht van de Zwarte Zeevloot had vernomen over het dreigende gevaar, gaf hij tegelijkertijd het bevel aan de commandant van de luchtmacht van het district, generaal-majoor F. G. Mitsjoegin om zich gereed te maken voor gevechten en hij beval de korpscommandanten om troepen in staat van alarm terug te trekken uit de nederzettingen. De dekkingseenheden kregen het bevel hun gebieden te bezetten en contact te leggen met de grensdetachementen. Dit alles zorgde voor het georganiseerde gedrag van eenheden en formaties van het militair district Odessa in de gebeurtenissen die later plaatsvonden.

## Nagedachtenis
- Een plein in Odessa[8] en straten in Moskou, Sint-Petersburg, Tjoemen, Tver en Staritsa zijn naar hem genoemd.
- Op het centrale plein van Staritsa staat een borstbeeld.
- De hogere school voor militaire commandanten te Rjazan droeg zijn naam.
- Een school in Jemeljanovo draagt zijn naam.
- De Sovjet-Unie gaf in 1978 een postzegel met zijn beeltenis uit.
- Rusland gaf in 1998 een postkaart met zijn beeltenis uit.
- Rusland gaf in 2023 een postzegel uit met zijn beeltenis.

### Boeken
- “Voor de grote beproevingen" M. 1968
- “Van Boedapest tot Praag. 9 mei 1945” Naoeka, 1970.
- “Wetenschapper en strijder. Over de maarschalk van de Sovjet-Unie B.M. Sjaposjnikov.” Politizdat, 1974. - 112 pagina’s in Helden van het Sovjet moederland (postuum)
- “Generale Staf in de vooroorlogse jaren" Militaire uitgeverij 1989 (postuum)

### Tijdschriftartikels
- “De beginperiode van de Grote Patriottische Oorlog en zijn lessen.” Tijdschrift voor militaire geschiedenis 1961 Nr. 1 p. 3 - 14.
- “Over de Sovjet militaire kunst in de Slag om Koersk (op de 20e verjaardag van de nederlaag van de nazitroepen bij Koersk)” Tijdschrift voor militaire geschiedenis. - 1963. - Nr. 6, p. 7.
- “Bliksemoperatie (uit de ervaring van het 2e Oekraïense Front in de operatie Iasi-Chisinau” Tijdschrift voor militaire geschiedenis.1964. - Nr. 8. - p. 15 - 28
- “Sovjet militaire kunst in operaties om Hongarije te bevrijden (gebaseerd op de ervaring van het 2e Oekraïense Front” Tijdschrift voor militaire geschiedenis 1965 Nr. 2 p. 12 - 22
- “Storm van de Winter” Tijdschrift voor militaire geschiedenis 1967 Nr. 10 p. 68 - 76
- “De Communistische Partij en de technische heruitrusting van het leger en de marine tijdens de eerste vijfjarenplannen” Tijdschrift voor militaire geschiedenis 1971 Nr. 2 p. 2 – 12

### Collectieve werken onder zijn redactie
- “Boedapest - Wenen - Praag: Historisch werk en memoires” Naoeka, 1965
- “Finale: historisch essay en memoires over de nederlaag van het imperialistische Japan in 1945” Naoeka 1969
- “V. I. Lenin en militaire geschiedenis” Militaire uitgeverij 1970.
- “Bevrijding van Zuidoost- en Midden-Europa door de troepen van het 2e en 3e Oekraïense Front. (1944-1945)” Naoeka, 1970
- “Korsoen-Sjevtsjenko-strijd” Kyiv: Politizdat van Oekraïne, 1975. - 303 pagina’s (postuum)

### Cursussen
- “Munitievoorraad in gevechten” Gosizdat Afdeling militaire literatuur, 1927  32 pagina’s
- “Omringende werking”
- “Tactiek van hogere verbindingen”
- “Mens en techniek”
- “Over de principes en methoden van militaire training”
- “Turkije” samen met A.S. Avroesjtsjenko, Tbilisi 1957 Politieke administratie van het militair district Transkaukasus
- “Over de wetenschappelijke benadering van het leiden van troepen” Militaire uitgeverij, 1967
- “Verdediging van het vaderland is de heilige plicht van een burger van de USSR” M., 1969.

- Gemeinsame Normdatei: 129388971
- International Standard Name Identifier: 0000 0001 1003 6187
- Library of Congress Control Number: n85013832
- Nationale Bibliotheek van Letland: 000101958
- Nationale Bibliotheek van Tsjechië: pna2012688822
- Nationale Bibliotheek van Israël: 987007299269405171
- Nationale Bibliotheek van Polen: a0000002054892
- Nederlandse Thesaurus van Auteursnamen: 069562490
- Virtual International Authority File: 109517286
- WorldCat: E39PBJvxqgkPPbvBrp47BkRdwC